# Gyumri
Gyumri o Guiumrí és una ciutat d'Armènia, la històrica «Koumari», anomenada posteriorment «Gyumri» (en armeni: Գյումրի, Guiumrí), un nom que ja va portar durant la primera República Armènia. Durant el període dels tsars fou anomenada «Alexandropol» i durant el període soviètic «Leninakan». En el període del regne d'Urartu la regió portava el nom de «Ichqugulu». És la segona ciutat d'Armènia en nombre d'habitants i és propera a la frontera amb Turquia. És la capital de la província de Xirak.
En aquesta ciutat s'hi va signar el Tractat de Gyumri, que va posar fi a la guerra entre Armènia i Turquia (1920).

## Cultura i patrimoni
A Gyumri hi ha els següents museus: Museu d'Història de Gyumri, Galeria de les Germanes Mariam i Yeranuhi Aslamazyan, Casa-Museu de Hovhannes Xiraz, Casa-Museu d'Avetik Isahakyan, Museu de Mher Mkrtchyan (actor), Museu "Tars u shitak", Museu de la Sàtira i l'Humor, Museu Dzitoghtsyan d'Arquitectura Nacional, Casa-Museu de Sergey Merkurov i el Museu-Exhibició "Hayuhi".
Kumayri-Gyumri ha estat calificada com "ciutat de les arts i les ciències" i és famosa per les seves escoles, teatres i gusans (bards, cantants i músics medievals d'Armènia i la Partia). El 1912 es va fer a la ciutat el primer show d'òpera d'Armènia i el 1923 es va inaugurar el primer teatres d'òpera del país. El 1928 es va inaugurar el Teatre VArdan Ajemian i el 1972 es va fer un nou teatre.
Gyumri és coneguda per la seva arquitectura del segle XIX.
El 1876 s'hi va fundar una impremta que va operar fins al 1918. El 1892 es va fundar l'editora Ayg.
A Gyumri s'hi fa un festival d'art biennal. El 2013 fou declarada capital cultural de la Comunitat d'Estats Independents.

### Música
Durant el segle XIX Alexandrapol fou considerat el centre de la música folklòrica armènia. La cultura musical de la ciutat estava fortament influenciada per Jibani, considerat el fundador de la música folk moderna d'Armènia. En el segle XX, el filòsof místic George Gurdjieff ha produït molts treballs musicals influents.
A la segona meitat del segle XX s'ha diversificat molt els estils presents a la ciutat, incloent-hi rock, folk-roc i rock ètnic. Des del 1978 hi ha la banda de rock The Bambir.
El 1986 es va fundar l'Orquestra Estatal d'Instruments de Folk de Gyumri i el 1993 l'Orquestra Simfònica Estatal de Gyumri. El 1997 es fundà l'Orquestra Simfònica i Cors KOHAR, que ha esdevingut un dels cors armenis més destacats.
Des del 2009 es celebra el festival internacional de música The Renaissance anualment. L'any 2011, la banda WhoCares formada per Ian Gillan i Tony Iommi van fer un festival de música amb altres artistes per aconseguir diners per a la construcció de l'escola de música "Octet" de Gyumri que es va inaugurar el 2013.

### Cinema
Molts films armenis han estat gravats a la ciutat. per exemple,  The Tango of Our Childhood (en armeni: Մեր մանկության տանգոն), Triangle (Armeni: Եռանկյունի), The Dawn of the Sad Street (Armeni: Տխուր փողոցի լուսաբացը), The Merry Bus (Armeni: Ուրախ ավտոբուս).

### Monuments i patrimoni
Tot i que va patir danys importants durant el terratrèmol de 1988, la ciutat encara preserva part de la seva arquitectura pròpia.
- Districte històric de Kumayri, el barri vell de Gyumri. Té una arquitectura única amb més de 1000 edificis dels segles XVIII i XIX d'arquitectura armènia urbana. Aquests edificis han  sobreviscut als terratrèmols de 1926 i de 1988. Ocupa el centre i l'oest de la ciutat actual.

Estàtua de la Mare Armènia

- Estàtua de la Mare ArmèniaSev Berd o la fortalesa negra. Una fortalesa construïda per l'Imperi Rus entre el 1834 i el 1847 a 8  km a l'est de la frontera amb Turquia. Fou erigida en resposta a la Guerra russo-turca de 1828-1829. És considerada com a monument cultural d'Armènia i és un centre cultural i artístic.
- L'estàtua monumental de la Mare Armènia, del 1975.
- La Plaça Vartanants és la plaça principal de la ciutat.
- La Plaça de la Independència.
- La Plaça Charles Aznavour.
- La plaça Garegin Nzhdeh.
- El parc central de Gyumri, fundat durant la dècada de 1920 en el vell cementiri.
- L'estàtua d'Avetik Isahakyan.

#### Esglèsies i edificis religiosos
- Catedral dels Sants Màrtirs, de l'església catòlica.
- Església de Santa Alexandra màrtir, església de Sant Miquel Arcàngel i Església de Sant Arsenije, de l'església ortodoxa russa.
- Esglésies en ruïnes o destruïdes: Monestir de Dprevank i església basílica, del segle VII; Església ortodoxa greca de Sant Jordi, Església catòlica armènia de la Mare de Déu, església russa del setè regiment del Caucas, església russa del vuitè regiment de rifles del càucas; església russa del regiment 154 d'infanteria.

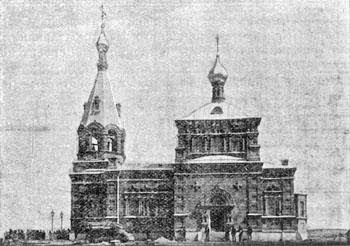
Església russa del 18è regiment de dragons

El 2017 a Guumri hi havia els següents edificis religiosos:
- Església de Santa Alexandra la màrtir. Ortodoxa russa.
- Església del Sant Saver: Catedral d'Ani. S'està reconstruïnt degut a que va rebre danys durant el terratrèmol.
- Església de Sant Nshan, del 1870.
- Església de Sant Gregori l'Il·luminador, construïda entre el 1875 i el 1880.
- Capella de Sant Hripsime, del 1992.
- Església de Sant Jacob de Nisibis, del 2005.
- Capella de Sant Sarkis, del 2008.
- Capella de Sant Minas, del 2013.

## Personatges notables
- G. I. Gurdjieff, místic i filòsof
- Tigran Hamassian, pianista i compositor de jazz
- Serguei Merkúrov, escultor
- Hovhannès Xiraz, poeta
- Guekhuní Txtitxian, compositora